# Золотистые потто
Золотистые потто, или арктоцебусы, или ангвантибо, или медвежьи маки (лат. Arctocebus) — один из пяти родов лори. Названы так из-за своего золотистого меха. Обитают в тропической Африке, ареал включает Нигерию, Камерун, север Демократической республики Конго.

## Описание
Размер от 22 до 30 см, хвост практически отсутствует, вес до 500 грамм. Мордочка более заострённая, чем у других лори, что, вкупе с круглыми ушами, даёт некоторое сходство с медведями (в некоторых европейских языках, например в немецком, эти животные называются «медвежьими лемурами»).
Ведут одиночный образ жизни, активны преимущественно ночью. Предпочитают подлесок и нижние ветви деревьев. День проводят, укрывшись в листве. Как и остальные лори, двигаются достаточно медленно.
Питаются насекомыми, преимущественно личинками, также иногда едят фрукты. Охотятся из засады: замерев и подпустив добычу на близкое расстояние, быстрым движением хватают её и отправляют в рот.
Самцы оказывают внимание всем самкам на своей территории. Спаривание происходит на ветвях деревьев в висячем положении. Беременность длится 130 дней, в помёте обычно один детёныш. Вскармливание молоком до 3—4 месяцев, после шести месяцев молодые золотистые потто начинают самостоятельную жизнь. Живут до 13 лет.

## Классификация
Род содержит два вида:
- Золотистый потто (Arctocebus aureus)
- Восточный потто (Arctocebus calabarensis)